# Helgaia baculifera
Helgaia baculifera är en kackerlacksart som beskrevs av Rocha e Silva och Gurney 1963. Helgaia baculifera ingår i släktet Helgaia och familjen småkackerlackor. Inga underarter finns listade i Catalogue of Life.